# Sick Puppies
Sick Puppies (sɪk 'pʌps; в переводе с англ. — «Больные Щенки») — австралийская альтернативная рок-группа, образованная в 1997 году. На данный момент группа состоит из вокалиста и гитариста Брайана Скотта, басистки Эммы Анзай и барабанщика Марка Гудвина.
Sick Puppies получили известность в 2006, когда их песня «All the Same» была загружена вместе с видео на YouTube. Видео, снятое при поддержке Бесплатных объятий было в Сиднее, и с тех пор видео получило 70 млн просмотров на веб сайте.  Третий студийный альбом группы назван Tri-Polar.

## Карьера

### Ранняя карьера
Группа была создана вокалистом — гитаристом Шимоном Муром и басисткой Эммой Анзай в классе для занятий музыкой высшей школы Мосмана в 1997, где оба сошлись на почве любви к Silverchair. В составе с Шимоном на ударных и Эммой на гитарах дуэт часто собирался для исполнения композиций Green Day, Rage Against the Machine и Silverchair, и в конечном итоге они почувствовали желание писать свой собственный материал. Когда к группе присоединился Крис Милески, чтобы играть на ударных, они стали называться Sick Puppies. Существуют две истории о том, как группа получила это имя. Одна из версий гласит, что Шимон Мур самостоятельно думал над названием, и затем, вернувшись домой несколькими днями позже, застал отца, читающего книгу «Хворый пёс» (Sick Puppy) Карла Хайассена. Однако недавно на радио SiriusXM’s Octane Шимон Мур рассказал, что на самом деле название пришло на ум, когда соседская больная собака вошла в гараж во время репетиции и извергла рвотную массу на их оборудование. Одна ранняя поклонница-«групи» прокомментировала: «Это лишь больная собака» — так имя и прижилось. Эмма Анзай устроилась на работу телемаркетологом, а Шимон живым рекламным щитом на Питт Стрит Мол в Сиднее, Австралия. Благодаря самофинансированию и помощи отца Шимона (музыканта и продюсера) группе удалось выпустить свой дебютный EP Dog’s Breakfast.

### Welcome to the Real World
В 2001 группа выпустила свой первый студийный альбом, Welcome to the Real World. Альбом стал хитом в Австралии и позволил победить в конкурсе групп Triple J Unearthed, который ежегодно проводится в Австралии. Благодаря конкурсу группа подписала контракт с Paul Stepanek Management. Группа набирала обороты, Шим и Эмма решили перейти на следующий уровень, переехав в Лос-Анджелес. Барабанщик Крис Малески не смог покинуть Австралию и был заменен нынешним барабанщиком Марком Гудвином, который ответил на объявление группы в Крейгслисте.

### Dressed up as Life
В 2007 они выпустили свой второй студийный альбом (впервые на мейджор лейбле), Dressed Up As Life. Альбому предшествовал сингл «All the Same», достигший восьмого места в чарте Соединенных Штатов Modern Rock и также являющийся саундтреком к кампании Бесплатных объятий. Клип на него стал видео года на YouTube в 2006. За дебютом последовал сингл «My World», который поднялся на двадцатое место.

### Tri-Polar
Коллектив приступил к записи нового студийного альбома в декабре 2008 года, который получил название «Tri-Polar» и вышел 14 июля 2009 года. 2 песни с альбома были выпущены в течение полугода в качестве синглов: «You’re Going Down», «Odd One».
Альбом был признан самой лучшей работой группы, синглы неплохо показали себя в чартах. Песня «War» засветилась в саундтреках к видеоиграм Street Fighter IV и SmackDown vs. Raw 2010, так же она исполнялась на Кубке Стэнли. Их песня «You’re Going Down» вошла в саундтрек к фильму «Теккен» и прозвучала в одном из трейлеров фильма «Забери мою душу».

### Connect
Четвёртый альбом группы получил название Connect и запланирован к выходу на 16 июля 2013 года. Первым синглом с альбома стала композиция «There's No Going Back», на которую Sick Puppies сняли видеоклип.

### Уход Шимона Мура из Sick Puppies (2014)
21 октября Sick Puppies World Crew сообщили на своей страничке социальной сети Facebook о том, что группа находится на грани неких изменений, и что Шимон Мур покидает группу. Вместо него Эмма и Марк начинают поиск нового вокалиста для записи пятого студийного альбома. 24 октября Шимон Мур объявил следующее: "20 октября Sick Puppies объявили о том, что я покидаю группу. Это было первое, что я услышал от них. Правда в том, что в группе действительно сейчас есть некоторые напряги. Я надеялся, что со временем, проведенным друг без друга, мы решим эти проблемы и перейдем к следующей фазе нашей карьеры. К сожалению, Эмма и Марк решили, что им стоит идти вперед с другим вокалистом. Спустя пару дней я ответил, что мне нужно некоторое время для получения новостей. Эмма, Марк и я вместе сделали невозможное. Мы реализовали несколько песен (из мечты в реальность), путешествовали по миру, чтобы показать их всем. Я буду вечно благодарен им за это. Мне очень печально, что я потерял свою группу спустя столько лет. Я очень тронут вашими сообщениями, все, кто спрашивают меня "буду ли я продолжать свою деятельность", мой ответ - да. С момента этого объявления я был заблокирован во всех социальных сетях и рассылках, связанных с Sick Puppies, так что вы не сможете узнать об этом через их сайты и соц. страницы."

### Fury
Осенью 2015 на своей страничке в Facebook группа сообщила что работает над новым альбомом. Новым вокалистом стал гитарист Брайан Скотт. А уже 20 мая 2016 в свет выходит новый альбом под названием Fury. Первым синглом с которого стала песня "Stick To Your Guns".

## Дискография

### Студийные альбомы
| Год  | Альбом                                                               | Позиция | Позиция | Позиция  | Позиция | Позиция |
| Год  | Альбом                                                               | US      | US Alt. | US Heat. | US Rock | NZ      |
| ---- | -------------------------------------------------------------------- | ------- | ------- | -------- | ------- | ------- |
| 2001 | Welcome to the Real World - Релиз: 3 сентября 2001 - Лейбл: BMG      | —       | —       | —        | —       | —       |
| 2007 | Dressed Up As Life - Релиз: 3 апреля 2007 - Лейбл: Virgin Records    | 181     | —       | 4        | —       | —       |
| 2009 | Tri-Polar - Релиз: 14 июля 2009 - Лейбл: Virgin Records              | 31      | 9       | —        | 12      | 40      |
| 2013 | Connect - Релиз: 16 июля 2013 - Лейбл: Capitol Records               | —       | —       | —        | —       | —       |
| 2016 | Fury - Релиз: 20 мая 2016 - Лейбл: DrillDown Entertainment Group LLC | 92      | 10      | —        | 13      | —       |

### ЕР
- Dog’s Breakfast (1999)
- Fly (2003)
- Headphone Injuries (2006)
- Sick Puppies EP (2006)

### Синглы
| Год  | Название                   | Позиция    | Позиция | Позиция  | Позиция  | Позиция | Альбом                    |
| Год  | Название                   | US Hot 100 | US Alt. | US Heat. | US Main. | US Rock | Альбом                    |
| ---- | -------------------------- | ---------- | ------- | -------- | -------- | ------- | ------------------------- |
| 2001 | «Nothing Really Matters»   | —          | —       | —        | —        | —       | Welcome to the Real World |
| 2001 | «Every Day»                | —          | —       | —        | —        | —       | Welcome to the Real World |
| 2001 | «Rock Kids»                | —          | —       | —        | —        | —       | Welcome to the Real World |
| 2003 | «Fly»                      | —          | —       | —        | —        | —       | Fly                       |
| 2006 | «All the Same»             | —          | 8       | —        | 36       | —       | Dressed Up as Life        |
| 2007 | «My World»                 | —          | 20      | —        | —        | —       | Dressed Up as Life        |
| 2008 | «What Are You Looking For» | —          | 34      | —        | —        | —       | Dressed Up as Life        |
| 2008 | «Pitiful»                  | —          | —       | —        | —        | —       | Dressed Up as Life        |
| 2009 | «You’re Going Down»        | 108        | 11      | 12       | 2        | 8       | Tri-Polar                 |
| 2009 | «Odd One»                  | —          | 15      | —        | 12       | 18      | Tri-Polar                 |
| 2010 | «Maybe»                    | 66         | 6       | —        | 20       | 15      | Tri-Polar                 |
| 2011 | «Riptide»                  | —          | —       | —        | —        | —       | Tri-Polar                 |